# Urheberrecht (Europäische Union)
Das harmonisierte Urheberrecht in der Europäischen Union ist eng mit der Warenverkehrs- und Dienstleistungsfreiheit der EU verknüpft. Daraus leitet sich auch die Hauptrechtssetzungsbefugnis der Europäischen Union im Bereich des Urheberrechtes und der verwandten Schutzrechte ab, da solche Rechte den Binnenmarkt behindern könnten.

## Geschichte
Bestrebungen, das Urheberrecht in der Europäischen Union zu harmonisieren, sind bereits Mitte der 1970er Jahre vorhanden.
Konkrete Schritte wurden durch das Grünbuch über Urheberrecht und die technologische Herausforderung – Urheberrechtsfragen, die sofortiges Handeln erfordern (1988), getätigt. Dieses stand am Anfang der Entwicklung zur Harmonisierung des Urheberrechtes. Daraufhin folgten sodann die weiteren konkreten Überlegungen und gesetzgeberischen Schritte auf europäischer Ebene. So gibt es inzwischen eine Zusammenfassung der wichtigsten Rechtsakte und Dokumente zum EU-Urheberrecht von der Kommission auf ihrer Webseite.
Günther Oettinger, EU-Kommissar für Digitale Wirtschaft und Gesellschaft wollte bis September 2015 einen Entwurf für ein modernisiertes europäisches Urheberrecht vorlegen. Bereits 2012 hatte Neelie Kroes in ihrer Funktion als EU-Kommissarin für die Digitale Agenda die zurzeit geltenden Urheberrechtsbestimmungen in der EU als ein wesentliches Hindernis für die Forschung, die Wirtschaft und die Kultur bezeichnet. Die Kommission hat Ende 2013 eine öffentliche Konsultation zur Änderung des EU-Urheberrechtes eingeleitet und hierzu einen Report veröffentlicht.
Relevante Richtlinien und Verordnungen sind:
- †Richtlinie 91/250/EWG (Computer-Programme-Richtlinie), über den Rechtsschutz von Computerprogrammen. (Wurde ersetzt von der Richtlinie 2009/24/EG.)
- †Richtlinie 92/100/EWG (Vermiet- und Verleih-Richtlinie), zum Vermietrecht und Verleihrecht sowie zu bestimmten dem Urheberrecht verwandten Schutzrechten im Bereich des geistigen Eigentums. (Wurde ersetzt durch die Richtlinie 2006/115/EG.)
- Richtlinie 93/83/EWG (Satelliten- und Kabelrichtlinie), zur Harmonisierung des nationalen Urheberrechts im Hinblick auf grenzüberschreitende Rundfunksendungen via Kabel oder Satellit.
- †Richtlinie 93/98/EWG zur Harmonisierung der Schutzdauer des Urheberrechts. (Wurde durch die Richtlinie 2006/116/EG zusammengefasst und neu herausgegeben.)
- Richtlinie 96/9/EG über den rechtlichen Schutz von Datenbanken.
- Richtlinie 2001/29/EG zur Harmonisierung bestimmter Aspekte des Urheberrechts und der verwandten Schutzrechte in der Informationsgesellschaft. Diese Richtlinie setzt den WIPO-Urheberrechtsvertrag auf Ebene der Europäischen Gemeinschaft um. Siehe auch: DADVSI. Siehe hierzu auch den 1998 in den USA geschaffenen Digital Millennium Copyright Act (DMCA).
- Richtlinie 2001/84/EG (Folgerechts-Richtlinie), zur Regelung das Folgerecht des Urhebers des Originals eines Kunstwerks.
- Richtlinie 2004/48/EG (Schutz der Rechte an geistigem Eigentum), zur Durchsetzung der Gleichwertigkeit der Urheberrechte in den Unionsmitgliedstaaten.
- Richtlinie 2006/115/EG (Vermiet- und Verleih-Richtlinie), zum Vermiet- und Verleihrecht sowie zum Leistungsschutzrecht. (Ersetzt die Richtlinie 92/100/EWG.)
- Richtlinie 2006/116/EG (Schutzdauer des Urheberrechts und verwandter Schutzrechte). Wurde in Deutschland durch das Gesetz über Urheberrecht und verwandte Schutzrechte umgesetzt. Diese Richtlinie kodifiziert die Richtlinie 93/98/EWG zur Harmonisierung der Schutzdauer des Urheberrechts.
- Richtlinie 2009/24/EG über den Rechtsschutz von Computerprogrammen. (Ersetzt die Richtlinie 91/250/EWG.)
- Richtlinie 2011/77/EU (Künstler-Schutzfristen-Richtlinie)
- Richtlinie 2012/28/EU (Verwaiste-Werke-Richtlinie), über bestimmte zulässige Formen der Nutzung verwaister Werke.
- Richtlinie 2014/26/EU[9] über die kollektive Wahrnehmung von Urheber- und Leistungsschutzrechten und die Vergabe von Mehrgebietslizenzen für Rechte an Musikwerken für die Online-Nutzung im Binnenmarkt.
- Verordnung (EU) 2017/1563 (Marrakesch-Verordnung) über den grenzüberschreitenden Austausch geschützter Werke in einem barrierefreien Format zwischen der Union und Drittländern zugunsten lesebehinderter Personen; und Richtlinie (EU) 2017/1564[10] (Marrakesch-Richtlinie) über zulässige Formen der Nutzung geschützter Werke zugunsten lesebehinderter Personen. Umsetzung des Vertrag von Marrakesch von 2013.

Am 12. September 2018 stimmte das Europäische Parlament den folgenden EU-Kommissionsentwürfen zu.
- Richtlinie (EU) 2019/789 (Online-SatCab-Richtlinie) mit Vorschriften für die Ausübung von Urheber- und Leistungsschutzrechten in Bezug auf bestimmte Online-Übertragungen von Sendeunternehmen und die Weiterverbreitung von Fernseh- und Hörfunkprogrammen und zur Änderung der Richtlinie 93/83/EWG.[12]
- Richtlinie (EU) 2019/790 (Urheberrecht im digitalen Binnenmarkt) und zur Änderung der Richtlinien 96/9/EG und 2001/29/EG.

Dazwischen wurden zur Orientierung auch immer wieder Grünbücher veröffentlicht (Beispiele):
- Grünbuch Urheberrecht und verwandte Schutzrechte in der Informationsgesellschaft,  19. Juli 1995,[13]
- Grünbuch zur Bekämpfung von Nachahmungen und Produkt- und Dienstleistungspiraterie im Binnenmarkt, 15. Oktober 1998,[14]
- Grünbuch Urheberrechte in der wissensbestimmten Wirtschaft, 3. Juli 2008.[15]
- Grünbuch über den Online-Vertrieb von audiovisuellen Werken, 13. Juli 2011.[16] Dieses Grünbuch ist Teil der Strategie Europa 2020.

Der Rechtsausschuss des Europäischen Parlaments (JURI) und der Ausschuss für Kultur und Bildung (CULT) des EU-Parlaments führten am 11. November 2014 eine öffentliche Anhörung zur Zukunft des Urheberrechts durch.
Der EU-Abgeordnete der Piratenpartei, Felix Reda, hat am 20. Januar 2015 im Rechtsausschuss des EU-Parlaments einen Initiativberichtsentwurf zur Umsetzung der Urheberrechtsrichtlinie 2001/29/EG zu einem EU-Urheberrecht vorgestellt. Danach soll das EU-Urheberrecht noch weiter vereinheitlicht werden und unmittelbar in jedem Mitgliedstaat gelten. Dies würde entweder die Erlassung einer Verordnung bedingen, wozu derzeit keine Rechtssetzungsermächtigung der EU besteht oder den Abschluss eines völkerrechtlichen Vertrages außerhalb des Rechtsrahmens der Europäischen Union zwischen allen Unionsmitgliedstaaten oder eine Änderung der Gemeinschaftsverträge.
Gegen die Intention der Berichterstatterin von Felix Reda wurde jedoch im Rechtsausschuss dann u. a. die Panoramafreiheit eingeschränkt und zur Abstimmung gebracht. Das Europäische Parlament hat einen diesbezüglichen Antrag am 9. Juli 2015 mit mehreren inhaltlichen Änderungen (insbesondere zur Panoramafreiheit – siehe unten) mit 445 von 542 Stimmen angenommen, und die Kommission aufgefordert, die Vorschläge des Europäischen Parlaments in den kommenden Gesetzesvorlagen zu berücksichtigen.

## Ausgewählte Urheberrechtsgrundsätze in der Europäischen Union

### Erschöpfungsgrundsatz
Innerhalb der Europäischen Union gilt grundsätzlich der Erschöpfungsgrundsatz. Wurde innerhalb der Europäischen Union ein urheberrechtlich geschütztes Werk zulässigerweise mit Zustimmung des Urhebers in Verkehr gebracht, so kann er den Vertrieb nicht untersagen (Beispiel: Wird ein Buch vom Autor in Verkehr gebracht, z. B. über einen Verlag, so ist jeder Buchhändler oder sonstige Verkaufseinrichtung in der Europäischen Union berechtigt, dieses Buch anzubieten und zu verkaufen). Für die Einfuhr aus Drittstaaten, in denen ein Urheber ein Werk in Verkehr gebracht hat, jedoch gelten wiederum Sonderregeln (siehe z. B. Parallelimporte). Der in den Urheberrechtsnormen der Europäischen Union vorgesehene Erschöpfungsgrundsatz sorgt im Ergebnis dafür, dass die Unionsmitgliedstaaten eine internationale Erschöpfung nicht mehr vorsehen dürfen.
Zum Urheberrecht und Urheberrechtsschutz sind eine Vielzahl von Urteilen des Europäischen Gerichtshofs ergangen. Siehe beispielsweise (chronologisch, Auswahl von Grundsatzentscheidungen):
- 78/70, Slg. 1971, 487
- 62/79, Slg. 1980, 881
- 261/81, Slg. 1982, 3381
- 55 und 57/80, Slg. 1981, 147, 161
- 58/80, Slg. 1981, 181
- 270/80, Slg. 1982, 329
- 402/85, Slg. 1987, 1747
- 158/86, Slg. 1988, 2605
- 341/87, Slg. 1989, 79
- 395/87, Slg. 1989, 2521
- C-200/96, Slg. 1998, I-1971
- C-61/97, Slg. 1998, I-5171

### Schutzfrist
Die Schutzfristen in den einzelnen Unionsmitgliedstaaten können von diesen grundsätzlich selbst festgelegt werden, jedoch darf der Schutzfristenvergleich nicht zu einer Diskriminierung anderer Unionsbürger aus Gründen der Staatsangehörigkeit führen. Mindestschutzdauer ist gemäß Berner Übereinkunft zum Schutz von Werken der Literatur und Kunst fünfzig Jahre über den Tod des Urhebers (post mortem auctoris) hinaus.
Den Unionsmitgliedstaaten, die auch alle gleichzeitig Mitgliedstaaten des Berner Übereinkommens sind, steht es offen, diese Zeitspanne zu verlängern. Diese Schutzfrist wurde 1993 durch die EU-weite Harmonisierung des Urheberrechtsschutzes (Richtlinie 2006/116/EG) auch auf 70 Jahre verlängert.
Sonderregelungen gelten für Drittstaaten und Urheber, die nicht Unionsbürger sind.

### Panoramafreiheit
Durch die Gewährung der Panoramafreiheit können Einschränkungen des Urheberrechts beseitigt werden, die es z. B. ansonsten verbieten würden, urheberrechtlich geschützte Werke (zum Beispiel Gebäude), die von öffentlichen Verkehrswegen aus zu sehen sind, zu fotografieren, wenn dafür nicht zuvor die Genehmigung des Urhebers des Werkes vorliegt.
Die Richtlinie 2001/29/EG überlässt es den Unionsmitgliedstaaten, ob und wie weit sie die Panoramafreiheit in ihrem Hoheitsgebiet gewähren oder nicht. Eine Vereinheitlichung der Regelungen in allen Unionsmitgliedstaaten zu Lasten der Panoramafreiheit wurde am 9. Juli 2015 vom Europäischen Parlament abgelehnt.

## Rechtsgrundlagen der Europäischen Union zum Urheberrecht
Rechtsakte der Europäischen Union stützten bzw. stützen sich teilweise auf:
- Artikel 53 Abs. 1 AEUV (Ermächtigung für Richtlinien zur Koordinierung der Rechts- und Verwaltungsvorschriften in den Unionsmitgliedstaaten – früher Artikel 47 Absatz 2 EGV – idF nach dem Vertrag von Maastricht, zuvor Art. 57 Abs. 2 EGV), und
- Artikel 62 AEUV (Verweisungsnorm – früher Artikel 55 EGV idF des Vertrags von Maastricht, zuvor Artikel 66 EGV),

da keine direkte Ermächtigung zur Regelung des Urheberrechtes der EU in den Gemeinschaftsverträgen verankert ist.